# Giovanni di Rila
Giovanni di Rila (Skrino, 876 circa – Rila, 18 agosto 946) anacoreta, fu il fondatore del monastero di Rila ed è venerato come santo dalla Chiesa cattolica e dalla Chiesa ortodossa.

## Agiografia
Secondo le sue agiografie, quando i suoi genitori, gente pia e non molto ricca, morirono, egli distribuì tutti i beni che aveva ereditato ai poveri e ai malati e diventando monaco, abbandonò il paese nativo solo con una veste di pelle. Salì su una montagna alta e deserta e rimase a vivere lì in una capanna fatta di ramoscelli, nutrendosi di piante selvatiche. Dopo qualche tempo dei briganti lo scacciarono da quel posto.
Egli trovò allora una grotta profonda e rimase ad abitare lì per 12 anni. Dalla grotta si trasferì nella foresta deserta di Rila in una tana scavata in un albero. Pregava continuamente, si nutriva di erba e non vedeva nessun volto umano. Un giorno alcuni pecorai lo scoprirono e così si sparse la voce e la sua fama crebbe e tanta gente andò a trovarlo.
Per sfuggire alla gente l'eremita abbandonò la sua quercia e si trasferì su una rupe alta ed inaccessibile. Qui egli trascorse sette anni sotto il cielo aperto, sopportando tutte le intemperie e pregando continuamente.
Il re Pietro, cui arrivò la fama dell'eremita, volle andare a trovarlo, ma egli rifiutò l'incontro. La fama dell'anacoreta ha favorito la costruzione del monastero di Rila, noto in tutto il medioevo, durante il giogo ottomano e fino ai giorni nostri.

## Culto
Il corpo di Ivan Rilski è stato con onori portato a Sredec (l'odierna Sofia) è collocato nella chiesa di san Luca evangelista. Dopo qualche tempo i suoi resti sono stati trasferiti in terra magiara, da dove sono stati restituiti in un feretro d'oro di nuovo a Sredec.
Durante il regno di Ivan Asen I e patriarca Vasilij i suoi resti furono trasferiti a Veliko Tărnovo (1238) in una chiesa dedicata al suo nome. Oggi le sue reliquie sono custodite nel monastero di Rila.
La sua festa liturgica ricorre il 1º novembre, secondo il calendario ortodosso bulgaro.
Il santo è ritratto sulla moneta da 1 lev.
Papa Giovanni Paolo II, nel suo viaggio in Bulgaria nel maggio 2002, andò a pregare sulla sua tomba.